# Mario Albano
Mario Albano (Pescara, 11 agosto 1948 – Montepulciano, 11 gennaio 2020) è stato un politico, giornalista e storico italiano.

## Biografia
Nacque da una famiglia piemontese di ideologia socialista. Il padre, Domenico Albano, partecipò alle Brigate Internazionali Garibaldi durante la guerra civile spagnola e fu legato da profonda amicizia con W.H. Auden, il suo autista, e con George Orwell, conosciuti durante la battaglia di Guadalajara, mentre il nonno, Giacomo, guidò con il deputato socialista Andrea Costa il movimento anti-coloniale italiano agli inizi del Novecento. Fu sposato con Daniela, di professione designer di alta gioielleria; nel 1979 era stato sposato con Isabella Rossellini, la quale lo lasciò dopo pochi mesi, innamoratasi di Martin Scorsese.
Nel 1966 fondò con Joyce Lussu l'ARMAL (Associazione per i Rapporti coi Movimenti Africani Liberazione), dopo alcuni colloqui con Ernesto "Che" Guevara a Houargla (Algeria) e a Dar es Salaam (Tanzania). Nel 1969 tradusse alcune opere di Amílcar Cabral, guida del PAIGC (movimento di liberazione di Guinea-Bissau e Capo Verde); nel 1970 curò una antologia di scritti di Neto, Mondlane, Cabral e De Andrade presso le Edizioni Tricontinental (Cuba), tradotta in 12 lingue. Nello stesso anno pubblicò su Giovane Critica il saggio Il socialismo africano e l'ideologia di Amilcar Cabral che innescò un dibattito internazionale su una possibile via al socialismo africano non allineato.
Nel 1972, incaricato dal presidente del MPLA (Movimento popolare per la liberazione d'Angola), Agostinho Neto, pubblicò una ampia antologia sulla lotta anti-coloniale. Nello stesso anno tenne all'Università dell'Avana una serie di conferenze nella Facoltà di Storia, pubblicate in Italia. Sempre nel 1972 divenne segretario nazionale della Commissione Esteri del Partito di Unità Proletaria; nel Congresso di Firenze del 1974 del PdUP, per la prima volta in Europa, furono presenti i rappresentanti di quasi tutti i movimenti di liberazione del Terzo Mondo. Nello stesso anno pubblicò anche un libro sulla lotta di liberazione nel Sahara occidentale (ove passò cinque mesi con un gruppo di guerriglieri del Fronte Polisario) e nelle isole Canarie. Nel 1974 divenne direttore della rivista Afrika, specializzata in analisi sulle strategie dei movimenti di liberazione africani. Fra il 1972 e il 1975 si recò varie volte in Angola, soprattutto nel Fronte dell'Est (la parte meridionale) ove partecipò alla lotta di liberazione anti-coloniale e contro l'invasione sudafricana.
Nel 1975 pubblicò un libro sulle "zone liberate" in Angola e un saggio socio-economico sull'apartheid sudafricano e, con Amilcar Cabral e Basil Davidson, un libro sulla penetrazione imperialista in Africa. Nel 1976, successivamente all'indipendenza dell'Angola (1975), fu nominato direttore delle ricerche del Ministero della Cultura, direttore del Centro di documentazione storica del Consiglio nazionale della cultura e professore di storia nella Scuola-Quadri nel paese africano. Fondò con Henrique Abranches il Museo di antropologia. Nel 1978 ricevette le lettere credenziali del Governo angolano che lo rendevano rappresentante dell'Angola in istituzioni culturali internazionali come l'UNESCO.
Si dedicò anche, fino al 1981, alla scrittura di oltre 500 articoli e saggi pubblicati su diversi giornali e riviste italiani (Problemi del socialismo, Mondo Nuovo, Paese Sera, Giovane Critica, La Sinistra, L'Espresso, Politica & Economia, La Repubblica, Rinascita ed altri). Scrisse per il CeSPI (Centro Studi Politica Internazionale del PCI) il dossier Africa australe oggi (1980). Come visiting professor insegnò storia africana e antropologia nelle Università di Parigi-Sorbona, L'Avana, Luanda, Liegi ed altre. Nel 1986 vinse il premio Mystfest per il miglior racconto europeo di spionaggio (La bolla papale) che fu pubblicato nella collana Segretissimo nel volume di Paul Kenny, Lo squisito odore del dollaro (Mondadori, 1986). Dal 1992 si ritirò nel suo casale al confine fra Umbria e Toscana dove si mise a "ristudiare tutto daccapo". Nel 2010 la Fondazione Agostinho Neto lo nominò membro onorario con la motivazione: ...si è distinto per il suo appoggio indefettibile, per la comunione di obiettivi e di visione con Neto, per la tenace decisione di conquistare la libertà e la indipendenza del popolo angolano e del mondo in generale.
Morì l'11 gennaio 2020, dopo una malattia.

## Opere

### Come autore
- Mario Albano, a cura di, Colonie portoghesi: la vittoria o la morte, traduzione e introduzione di Mario Albano, Jaca Book, Milano 1971.
- Mario Albano, a cura di, Angola: una rivoluzione in marcia. Jaca Book, Milano 1972.
- Mario Albano, a cura di, Canarie, il colonialismo dimenticato, Jaca Book, Milano 1972.
- Mario Albano, La rivoluzione in Angola, Sapere edizioni, Milano 1972.
- Mario Albano (con Amílcar Cabral e Basil Davidson), Africa: neo-imperialismo e lotte di liberazione, Nuove edizioni operaie, Roma 1976.
- Mario Albano, a cura di, L'insegnamento della rivoluzione, Mazzotta editore, Milano 1976.
- Mario Albano, Africa australe oggi,CeSPI (Centro studi di politica internazionale del PCI), Roma 1980.
- Mario Albano, Joyce Lussu e le lotte di liberazione, in J. Lussu, una donna nella storia, CUEC editore, Cagliari 2003 (ISBN 88-8467-168-X).
- Mario Albano, Sudafrica, l'apartheid del capitale, Mazzotta editore, Milano 1976.
- Mario Albano, Relazione Commissione Internazionale, in Atti del primo Congresso nazionale del Partito di Unità Proletaria, pagg. 126-130, Unità proletaria edizioni, Firenze 1974.
- Mario Albano, La bolla papale, in Paul Kenny, Lo squisito odore del dollaro, collana Segretissimo, Mondadori, Milano settembre 1986.
- Mario Albano, Régionalisme et Tribalisme, in Atti del Colloque d'anthropologie et de philosophie politique: questions régionales et citoyenneté. Ed. du Parlement Wallon, Liège 2000.
- Mario Albano, postfazione a Manuel Pedro Pacavira, Il 4 febbraio dalla parte dei protagonisti, Edizioni dell'Oleandro, Roma 2006.
- Mario Albano, Cavazzi, conselheiro diplomático da rainha Nzinga. In: MATA, I. (org). A Rainha Nzinga Mbandi: História, memória e mito. Lisboa: Edições Colibri, 2012.

### Traduzioni e curatele
- Amílcar Cabral, Guerriglia, il potere della armi, traduzione di Mario Albano, Partisan/Savelli editore, 1969.
- Woungly Massaga, L'Africa bloccata: l'esempio del Camerun, traduzione e introduzione di Mario Albano, Mazzotta editore, Milano 1972.
- Jean Daubier, Storia della rivoluzione culturale proletaria in Cina. traduzione e note di Mario Albano, Jaca Book, Milano 1972.
- Gerard Leclerc, Antropologia e colonialismo, traduzione e note di Mario Albano, Jaca Book, Milano 1973.